# 1. Liga (Tschechoslowakei) 1956/57
Die Spielzeit 1956/57 der 1. Liga  war die 14. reguläre Austragung der höchsten Eishockeyspielklasse der Tschechoslowakei. Mit 41 Punkten nach der Hauptrunde setzte sich Rudá Hvězda Brno durch. Für die Mannschaft war es ihr dritter tschechoslowakischer Meistertitel.

## Modus
Im Gegensatz zur Vorsaison spielten die 14 Teams die Hauptrunde in einer gemeinsamen Gruppe. Nach Durchführung von Hin- und Rückspiel betrug die Gesamtanzahl der Spiele pro Mannschaft 26 Spiele. Meister wurde der Tabellenführer am Saisonende. Während die beiden letztplatzierten Vereine aufgrund der Ligaverkleinerung auf zwölf Mannschaften zur nächsten Spielzeit direkt in die 2. Liga abstiegen, traten der Dritt- und Viertletzte zusammen mit den Siegern der beiden 2. Liga-Gruppen in der 1. Liga-Qualifikation für die nächste Saison an.

## Tabelle
| Pl. | Team                    | Sp. | S  | U | N  | Torv.   | Pkt. |
| --- | ----------------------- | --- | -- | - | -- | ------- | ---- |
| 1.  | Rudá Hvězda Brno        | 26  | 19 | 3 | 4  | 155:54  | 41   |
| 2.  | Spartak Praha Sokolovo  | 26  | 19 | 1 | 6  | 140:59  | 39   |
| 3.  | Spartak LZ Plzeň        | 26  | 18 | 2 | 6  | 119:69  | 38   |
| 4.  | Baník Vítkovice         | 26  | 16 | 2 | 8  | 123:99  | 34   |
| 5.  | Baník Kladno            | 26  | 14 | 4 | 8  | 97:76   | 32   |
| 6.  | ÚNV Slovan Bratislava   | 26  | 15 | 1 | 10 | 106:100 | 31   |
| 7.  | Baník Chomutov          | 26  | 11 | 5 | 10 | 120:87  | 27   |
| 8.  | Slavoj České Budějovice | 26  | 10 | 3 | 13 | 92:96   | 23   |
| 9.  | Dynamo Pardubice        | 26  | 9  | 4 | 13 | 97:101  | 22   |
| 10. | Motorlet Prag           | 26  | 10 | 2 | 14 | 94:141  | 22   |
| 11. | Tatra Smíchov           | 26  | 8  | 2 | 16 | 77:145  | 18   |
| 12. | Spartak Královo Pole    | 26  | 7  | 1 | 18 | 81:140  | 15   |
| 13. | Tatran Opava            | 26  | 5  | 3 | 18 | 76:140  | 13   |
| 14. | Spartak ZJŠ Brno        | 26  | 4  | 1 | 21 | 63:133  | 9    |

Bester Torschütze der Liga wurde Vladimír Zábrodský von Vizemeister Spartak Praha Sokolovo, der in den 26 Spielen seiner Mannschaft 33 Tore erzielte.

### Meistermannschaft von Rudá Hvězda Brno
| Torhüter      | Jiří Kolouch, Zdeněk Trávníček |
| Abwehrspieler | Rudolf Potsch, Jan Kasper, Ladislav Olejník, Bohumil Sláma, Ladislav Chábr, František Mašláň                                                                                   |
| Stürmer       | Vlastimil Bubník, Václav Pantůček, Slavomír Bartoň, Bronislav Danda, Zdeněk Návrat, František Vaněk, Jiří Zamastil, Bohumil Prošek, Rudolf Scheuer, Karel Šuna, Jaroslav Pavlů |
| Trainer       | Vladimír Bouzek |

## 1. Liga-Qualifikation
Die Mannschaften von Dukla Jihlava, Baník OKD Ostrava, Tatra Smíchov und Spartak Královo Pole spielten in einer einfachen Runde um die Aufnahme in die 1. Liga bzw. den Verbleib in dieser für die folgende Spielzeit. Dabei setzten sich die beiden Erstgenannten mit vier bzw. drei Punkten vor Tatra Smíchov (ebenfalls drei Punkte) und dem punktlosen Spartak Královo Pole durch und erreichten somit die 1. Liga.
| Platz | Team                 | Punkte |
| ----- | -------------------- | ------ |
| 1.    | Dukla Jihlava        | 4      |
| 2.    | Baník OKD Ostrava    | 3      |
| 3.    | Tatra Smíchov        | 3      |
| 4.    | Spartak Královo Pole | 0      |